# Airbus
Die Airbus SE (von 2000 bis 2013 EADS für European Aeronautic Defence and Space) ist Europas größter Luft- und Raumfahrt- sowie (nach BAE Systems) zweitgrößter Rüstungskonzern. Mit einem Umsatz von rund 52 Milliarden Euro war Airbus im Jahr 2021 das drittgrößte Luft- und Raumfahrtunternehmen der Welt. Zum Jahreswechsel 2013/14 übernahm der Konzern den Namen seiner Tochtergesellschaft Airbus S.A.S., die als Flugzeughersteller im Bereich Verkehrsflugzeuge tätig ist. Das Unternehmen beschäftigt an mehr als 70 Entwicklungs- und Produktionsstandorten in Europa sowie in 35 Außenbüros weltweit rund 157.000 Mitarbeiter (Stand 2024). Seit der Gründung im Jahr 2000 werden die Aktien des Konzerns an den Börsen Paris und Frankfurt gehandelt und in den französischen Leitindex CAC 40 sowie seit dem 20. September 2021 in den DAX einbezogen.

## Geschichte

### Gründung EADS
EADS wurde am 10. Juli 2000 gegründet und hat sich seither zum größten europäischen Luft- und Raumfahrtkonzern entwickelt. Er entstand aus einer Fusion der deutschen DASA, der französischen Aérospatiale-Matra und der spanischen CASA. Der Konzern gliederte sich in folgende Geschäftsbereiche (Divisionen).
Divisionen/operative Struktur (Leitung)
- Airbus
  - EADS Airbus (Noël Forgeard)
- Military Transport
  - EADS CASA (Alberto Fernández)
- Aeronautics
  - EADS Deutschland (Aloysius Rauen)
  - Eurocopter (Jean-François Bigay)
  - EADS ATR (Jean-Michel Leonard)
  - EFW (Dierk Minke)
  - EADS Sogerma (Yves Richard)
  - EADS Socata (Philippe Debrun)
- Space
  - Astrium (Armand Carlier, Joseph Kind, Klauss Ensslin)
  - EADS Launch Vehicles (Philippe Couillard)
- Defence and Civil Systems
  - Defence Electronics (Stefan Zoller)
  - Service (Jacques Vannier)
  - Missiles MBD (Fabrice Brégier)
  - Aerospatiale Matra Missiles (Pierre Dubois)
  - Missiles LFK (Werner Kaltenegger)
  - Telecommunications (Jacques Payer)

Die Aktienanteile waren bei der Unternehmensgründung wie folgt verteilt:
- 34,5 % der Aktien wurden an den Börsen ausgegeben und befanden sich im Streubesitz,
- 30,0 % hielt die Daimler AG (Verkauf der letzten Anteile: 2013),
- 30,0 % halten die Lagardère-Gruppe (15 %) (2013 verkaufte Lagardere die Anteile)[6] und der französische Staat (15 %),
- 05,5 % hält die spanische SEPI.

Im selben Jahr übernahmen der Deutsche Rainer Hertrich sowie der Franzose Phillippe Camus die Positionen der Vorsitzenden (Chief Executive Officers). Aufgrund von Uneinigkeiten zwischen den Anteilhabern von Airbus und der Separierung von BAE Systems integrierte die EADS zu 80 % das Unternehmen Airbus, 20 % hingegen verblieben bei BAE Systems. Aus diesem Grund trug Airbus folgenden Untertitel: „an EADS joint venture with BAE SYSTEMS“ (deutsch: ein Gemeinschaftsunternehmen von EADS und BAE Systems).

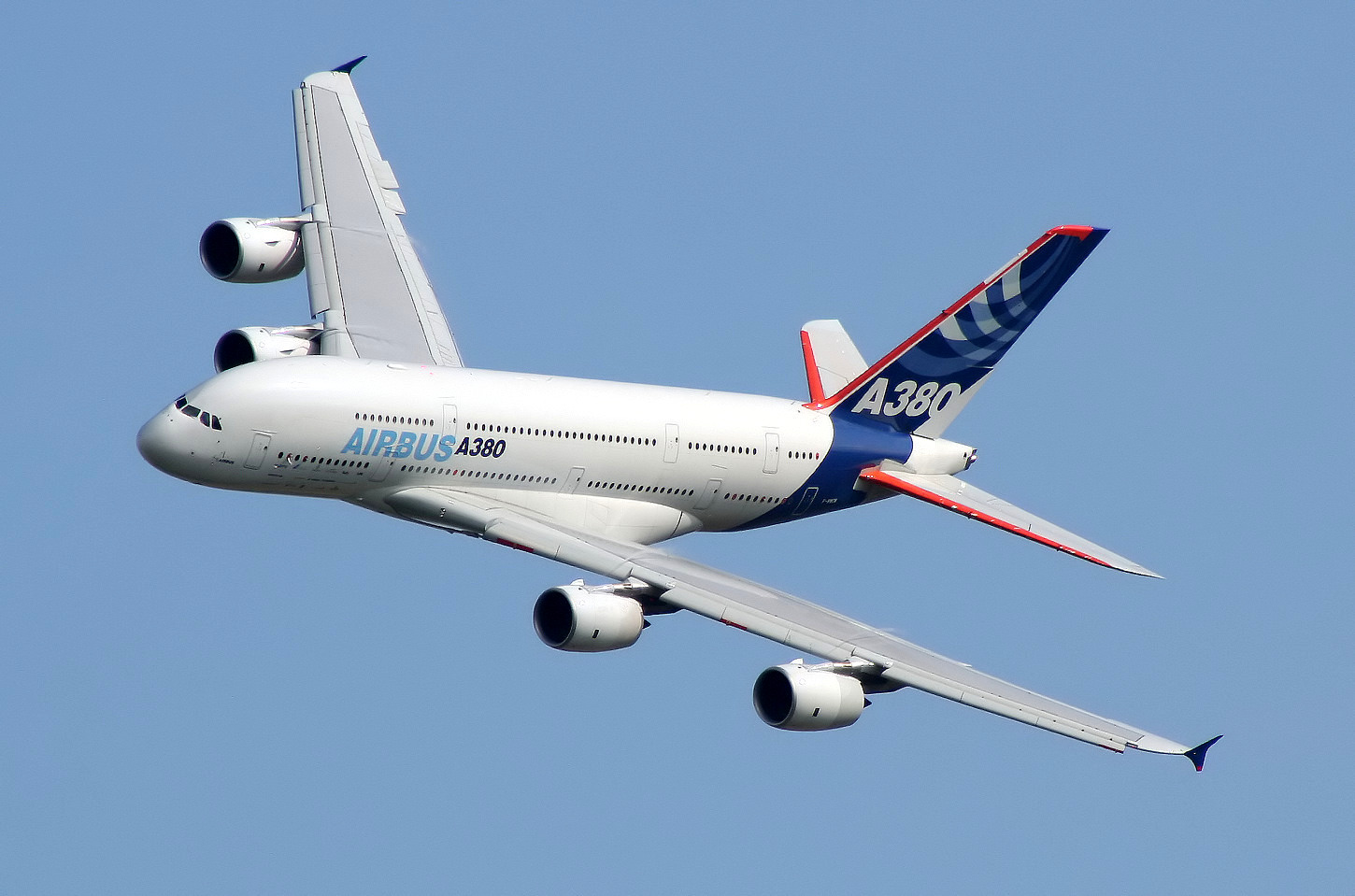
Airbus A380

Ende des Jahres verkündete Airbus offiziell den Start des A380-Programms, für den bis dahin 50 feste Kaufzusagen eingegangen waren.

### 2001 bis 2002
Im Jahr 2001 versuchte EADS kontinuierlich, neue Gemeinschaftsunternehmen zu gründen. Daraus resultiert die zu jeweils 50 % der EADS und Thales Nederland gehörende ET Marinesysteme in Wilhelmshaven, die Marinekampfführungssysteme herstellt. Das Ziel von EADS war eine breitere Positionierung am Markt und die Erschließung neuer Geschäftsfelder. Auch MBDA ist ein Joint Venture unterschiedlicher Unternehmen wie Aerospatiale Matra Missiles, Matra BAE Dynamics und Alenia Marconi Systems. Dieses Rüstungsunternehmen stellt Lenkflugkörper her, die unter anderem bei den Kampfflugzeugen Eurofighter EF 2000, Dassault Rafale und Saab JAS-39 Gripen zum Einsatz kommen.
Ebenfalls im Jahre 2001 wurde die EADS Aeroframe Services LLC gegründet. Dieses Joint Venture zwischen EADS (81 %) und Northrop Grumman (19 %) ist für die Betreuung aller in Nord- und Südamerika operierenden Airbus-Flugzeuge zuständig. Nach der Entscheidung der polnischen Regierung, ihre Streitkräfte durch die Produkte der EADS aufzurüsten (unter anderem durch die C-295), erwarb die EADS 85 % des Aktienkapitals von PZL „Warszawa-Okęcie“ und integrierte das Unternehmen mit der neuen Bezeichnung „EADS PZL“ vollständig in EADS. Die EADS konnte durch ein gesteigertes Auftragsvolumen mit Neuaufträgen beim Airbus A380, beim A400M und beim Eurocopter Tiger ihre Wettbewerbsfähigkeit vor allem gegenüber der US-amerikanischen Konkurrenz von Boeing stärken.

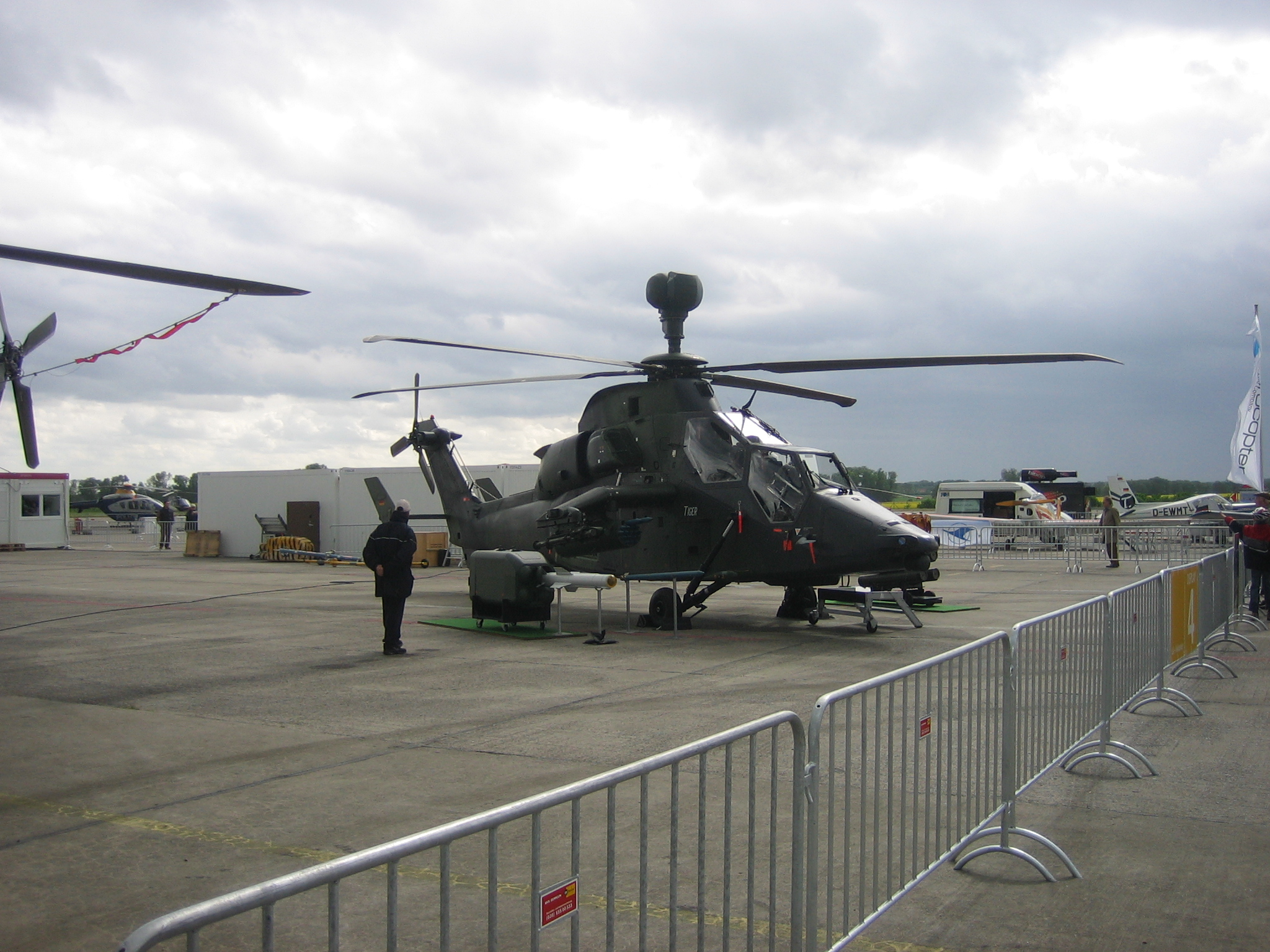
Im Jahr 2002 wurde der Unterstützungshubschrauber Tiger (UHT) vorgestellt.

Neben zahlreichen Neuvorstellungen und Erstflügen (A318, EC 145, Eurocopter Tiger, Eurofighter Typhoon) begann die Produktion des weltweit größten Passagierflugzeugs, des Airbus A380, und die EU erteilte die Genehmigung zum Bau eines eigenen Satellitennavigationssystems namens Galileo.
2002 konnte EADS seinen Umsatz erneut über Aufträge steigern – vor allem im militärischen Sektor und in der Zusammenarbeit mit den USA.
Erstmals gelang es Airbus durch einen Vertrag mit easyJet über 120 Airbus A319, dem Hauptkonkurrenten Boeing im Bereich der Billigfluggesellschaften Marktanteile abzugewinnen. Zugleich übernahm EADS die vollständige Führung von Astrium und Paradigm, nachdem die Anteile von BAE Systems aufgekauft worden waren. EADS wurde erstmals im deutschen MDAX-Aktienindex gelistet.

### 2003 – Neustrukturierung
Die vergrößerte Marktpalette und die größere Produktvielfalt der EADS zwangen das Unternehmen zur Neustrukturierung. Daraus ging als einer der fünf Geschäftsbereiche – Divisionen genannt – die EADS Defence and Security Systems hervor. Ziel der neuen Division war die Bündelung der militärischen Geschäftsfelder des Unternehmens. So wurden ihr unter anderem die Geschäftsbereiche Military Aircraft, Defence Electronics, Defense and Communications Systems, Missiles und Services unterstellt.
Der Konzern gliederte sich in folgende Geschäftsbereiche (Divisionen).
Divisionen (Leitung)/operative Struktur (Leitung)
- Airbus (Noël Forgeard CEO, Gustav Humbert COO)
- Military Transport Aircraft (Francisco Fernández Sáinz)
- Aeronautics (Dietrich Russell)
  - Eurocopter (Fabrice Brégier)
  - ATR (Jean-Michel Leonard)
  - Elbe Flugzeugwerke (Horst Emker)
  - EADS Sogerma Service (Yves Richard)
  - EADS Socata (Stéphane Mayer)
- Defence and Security Systems (Thomas Enders)
  - Military Aircraft (Johann Heitzmann)
  - Defence and Communication Systems (Stefan Zoller, Patrick Jourdan)
  - Defence Electronics (Bernhard Gerwert)
  - MBDA (Marwan Lahoud)
  - EADS/LFK (Werner Kaltenegger)
  - EADS Services (Jacques Vannier)
  - Eurofighter (Aloysius Rauen)
- Space (François Auque)
  - EADS Astrium (Antoine Bouvier)
  - EADS SPACE Transportation (Josef Kind, Hervé Guillou)
  - EADS SPACE Services (Eric Béranger)

Weiterhin war das Jahr 2003 durch eine Erweiterung der globalen Unternehmensanteile vor allem in den USA und Russland geprägt. Auch die EADS-Tochter Airbus war erfolgreich. So wurde erstmals in der Geschichte der zivilen Luftfahrt das Auftragsvolumen des Hauptkonkurrenten Boeing übertroffen und Airbus somit zum Marktführer beim Bau ziviler Passagierflugzeuge.
Auch der globale Ausbau wurde mit der Gründung der EADS Russland weiter vorangetrieben, dem ersten Konstruktionszentrum von Airbus außerhalb der Gründungsstaaten. Ende des Jahres wurde von der EADS und BAE Systems die Vermarktung der A350 beschlossen. Die Entwicklung dieses Passagierflugzeugs wurde durch potenzielle Kunden kritisiert: es beinhalte gegenüber dem Konkurrenzmodell, der Boeing 787 Dreamliner, zu wenige Innovationen. Dies veranlasste Airbus zu einer Überarbeitung.

### 2005 – Führungswechsel

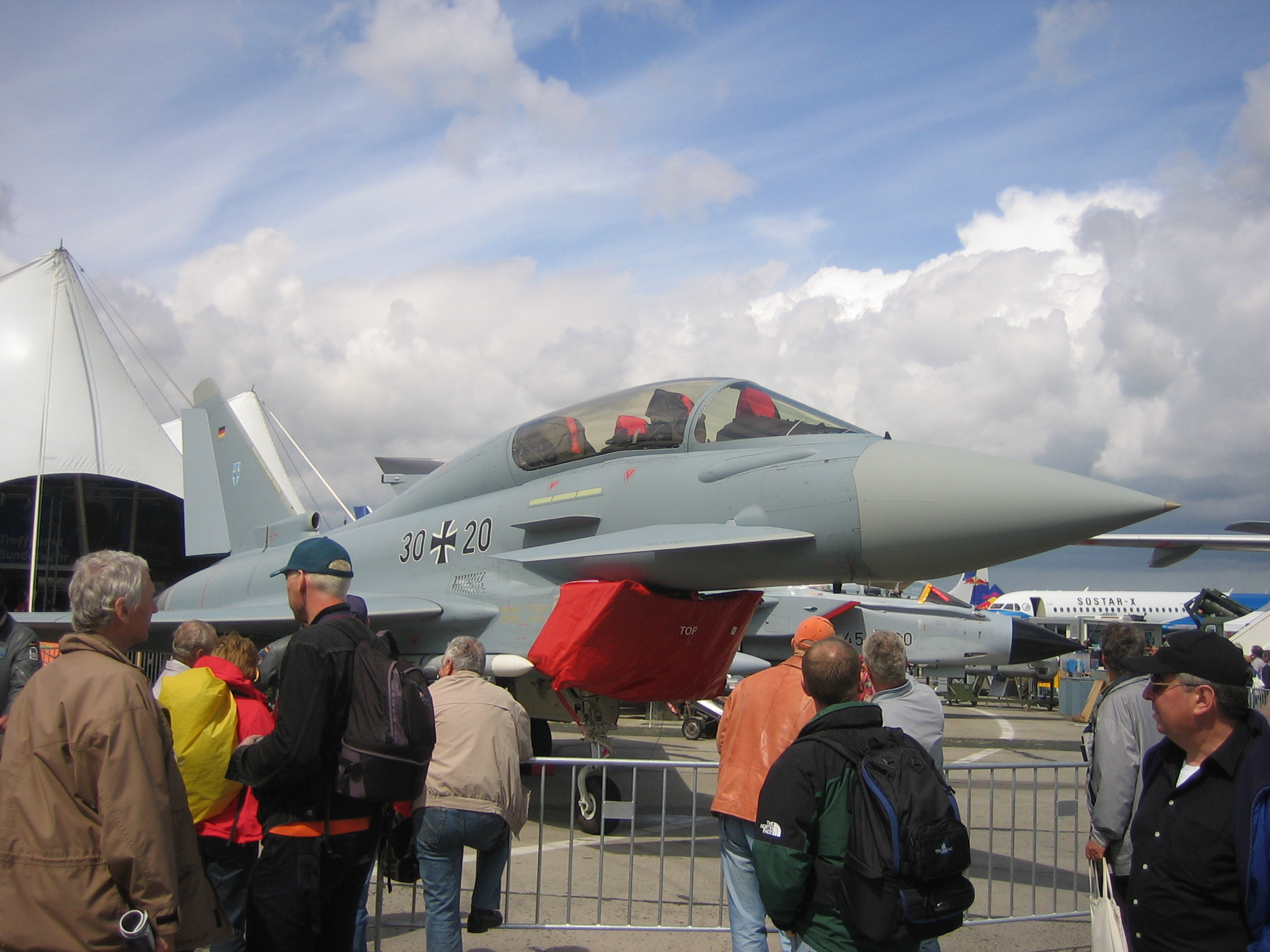
Der Eurofighter Typhoon

Nach heftigen internen Auseinandersetzungen ergaben sich Veränderungen in der Führung. Thomas Enders und Noël Forgeard wurden gleichberechtigte Präsidenten (CEOs) von EADS, während Gustav Humbert die Leitung von Airbus übernahm. Als Konsequenz wurden innerhalb der EADS-Führungsebene ebenfalls zwei Chief Operating Officers – jeweils für Strategie, Internationales Geschäft sowie Finanzen – bestimmt. Diese waren der Franzose Jean-Paul Gut und der Deutsche Hans-Peter Ring. Im Juni 2005 wurde der frühere Geschäftsbereich Aeronautics aufgelöst und ein neuer Geschäftsbereich Eurocopter geschaffen. Die Geschäftseinheiten ATR und EADS Socata wurden unter die direkte Verantwortung des EADS COO gestellt.
Der Konzern gliederte sich 2005 in folgende Geschäftsbereiche (Divisionen):
Divisionen (Leitung)/operative Struktur (Leitung)
- Airbus (Gustav Humbert)
  - EADS Sogerma Service (Anne-Marie Perus)
  - Elbe Flugzeugwerke (Horst Emker)
- Military Transport Aircraft (Francisco Fernández Sáinz)
- Eurocopter (Fabrice Brégier)
- Defence and Security Systems (Stefan Zoller)
  - Military Air Systems (Johann Heitzmann)
  - Defence and Communication Systems (Hervé Guillou)
  - Defence Electronics (Bernhard Gerwert)
  - MBDA (Marwan Lahoud)
  - Eurofighter (Aloysius Rauen)
- Space (François Auque)
  - EADS Astrium (Antoine Bouvier)
  - EADS SPACE Transportation (Evert Dudok, Alain Charmeau)
  - EADS SPACE Services (Eric Béranger)

Das Jahr 2005 war vor allem durch die Vorstellung des Airbus A380 geprägt. Aber auch andere wichtige Produkte wie der Eurofighter Typhoon wurden nun erstmals in der Endkonfiguration an die Kunden ausgeliefert.

### 2006 bis 2009
Am 2. Juli 2006 trat Noël Forgeard als EADS-CEO zurück, sein Nachfolger wurde der bisherige Chef der französischen Eisenbahngesellschaft SNCF, Louis Gallois. Gleichzeitig trat Gustav Humbert von seiner Funktion als Chef von Airbus zurück. Sein Nachfolger wurde im Juli 2006 Christian Streiff.
Im August 2006 erhielt EADS einen Großauftrag im Umfang von 3 bis 4 Milliarden Euro zum Aufbau eines neuen digitalen Polizeifunknetzes TETRA für Deutschland in Kooperation mit Siemens.
BAE Systems verkaufte für 2,75 Milliarden Euro ihren 20-prozentigen Airbus-Anteil an EADS, die damit Alleineigentümer von Airbus wurde. Ebenfalls im August 2006 kaufte die staatliche russische Außenhandelsbank VTB (früher Vneschtorgbank) 5,02 % der Aktien der EADS. Das Aktienpaket habe etwa 781 Mio. Euro gekostet, berichtete die Moskauer Wirtschaftszeitung Wedomosti. Gemäß der Zeitung sagten russische Regierungsvertreter, Moskau wolle mit dem Engagement langfristig auch Einfluss auf die Führung von EADS nehmen. Die Wneschtorgbank habe zum Einstieg den Kurssturz genutzt, der die EADS-Papiere in den vergangenen Monaten wegen des internen Streits und der Probleme beim Bau des Riesenflugzeugs A380 getroffen hatte. Im Oktober gaben Vertreter der Wneschtorgbank bekannt, dass sie ihren Anteil auf sechs bis sieben Prozent aufgestockt hätten, berichtete das französische Wirtschaftsmagazin Les Echos.
Anfang Oktober 2006 trat Christian Streiff nach nur drei Monaten von seiner Funktion zurück, die nun von Louis Gallois zusätzlich zu seinen Funktionen bei EADS übernommen wurden. Gallois kündigte im Oktober 2006 für die Endmontage der A380 einen Standortwettbewerb zwischen Hamburg und Toulouse an.
Gleichzeitig wurde bekannt, dass die damalige Daimler-Chrysler AG beabsichtigte, ihren Anteil am EADS-Konzern um 7,5 % zu verringern. Um nicht die Ausgewogenheit der Beteiligung von Frankreich und Deutschland zu gefährden (beide halten 22,49 % der EADS-Anteile), suchte auch die Politik nach Lösungen. Als Kompromiss zeichnete sich die Übernahme des Anteils durch ein Bankenkonsortium ab, ohne einen eigenen Stimmenanteil an EADS zu erwerben. Dadurch schien auch die Teilfinanzierung durch ausländische Banken unproblematisch. Ein Rückkauf durch Daimler-Chrysler könne in mehreren Jahren erfolgen.

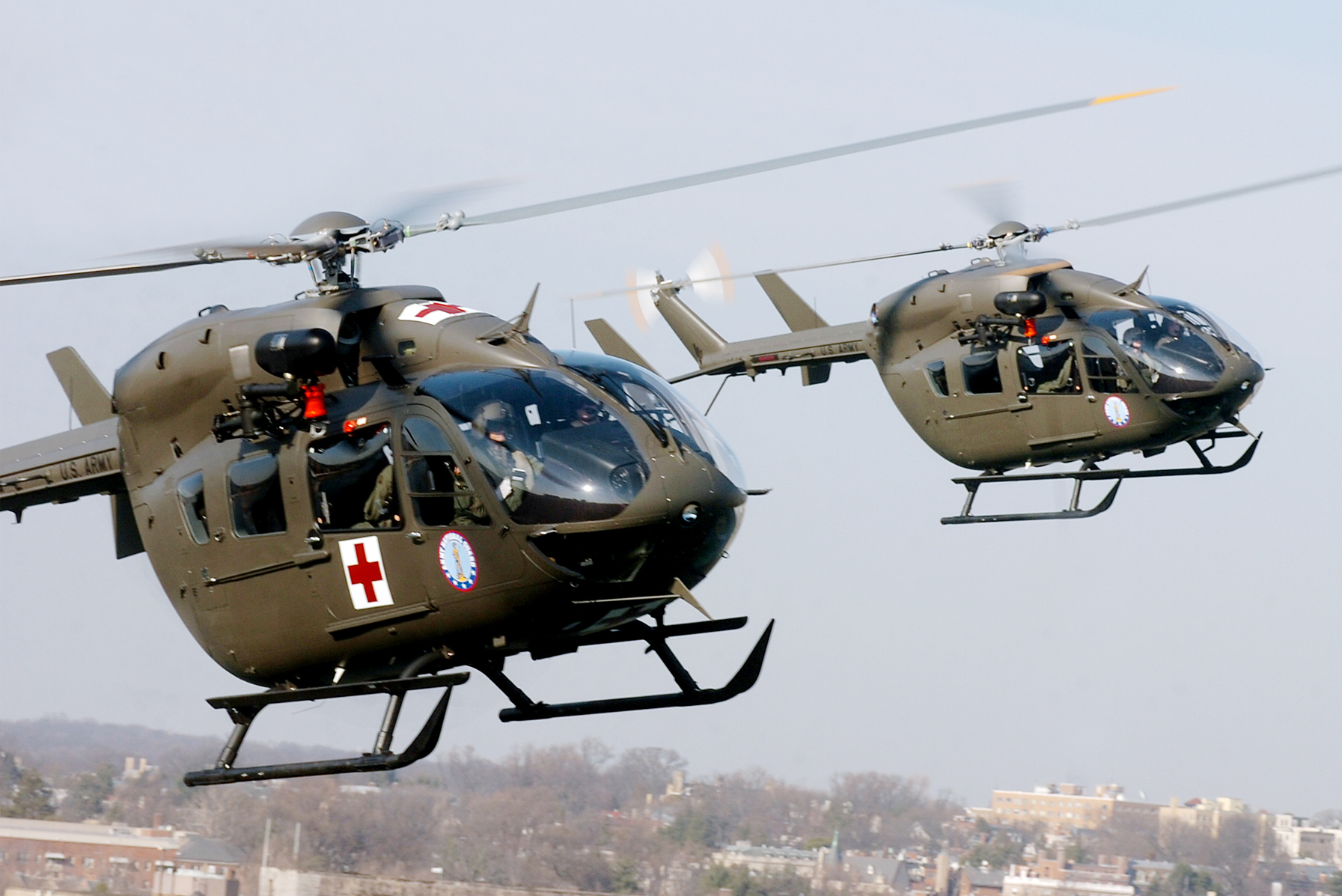
UH-72A Lakota von Eurocopter

2006 gewann die EADS mit der UH-72 Lakota der Tochtergesellschaft Eurocopter erstmals einen Wettbewerb um einen wichtigen Auftrag der US-Armee über 322 Hubschrauber.
Im Juli 2007 stieg Dubai International Capital (DIC) bei EADS ein und erwarb ein Aktienpaket von 3,12 %.
Als eine Folge der Airbus-Krise wurde am 16. Juli 2007 beschlossen, die Doppelspitze bei EADS abzuschaffen; erster alleiniger Konzernchef wurde Louis Gallois, während Thomas Enders die Führung von Airbus übernahm. Um den Einfluss Deutschlands und Frankreichs ausgewogen zu halten, bekam der Deutsche Rüdiger Grube den Vorsitz des Verwaltungsrates.
Im März 2008 erhielt EADS als Partner von Northrop Grumman einen Großauftrag der US-Luftwaffe zur Modernisierung ihrer Tankflugzeug-Flotte. Dabei setzte sich das Konsortium überraschend gegen den Konkurrenten Boeing durch. Der Auftrag hatte ein Volumen von mindestens 35 Mrd. Dollar und umfasste den Bau von 179 Tankflugzeugen des Typs KC-45A, der auf dem Airbus A330 basiert. Ein weiteres Novum war der Produktionsstandort, der in Mobile, Alabama, aufgebaut werden sollte und damit die Verlagerung wesentlicher Produktionsschritte in die USA bedeutete.

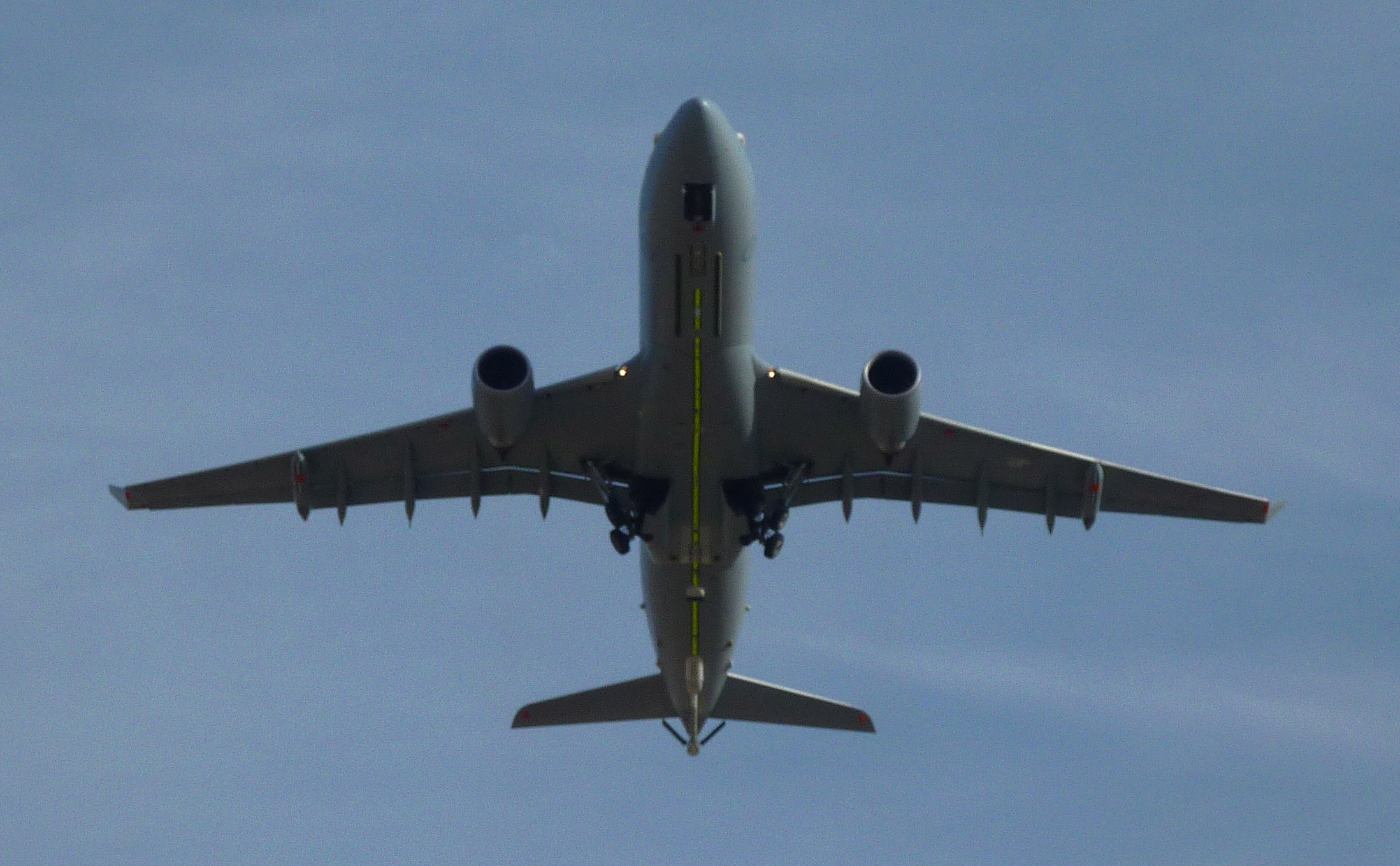
Tankflugzeug A330 MRTT von Airbus Military

Am 10. September 2008 erklärte US-Verteidigungsminister Robert Gates die Vergabe für nichtig und vertagte den Auftrag. Die Folgeregierung solle über den weiteren Verlauf des Angebotsverfahrens entscheiden. Der US-Rechnungshof hatte diesen Schritt bereits im Juni 2008 aufgrund von Fehlern bei der Ausschreibung empfohlen. Vorausgegangen war eine heftige öffentliche Auseinandersetzung über die Nichtberücksichtigung von Boeings KC-767. EADS und der Partner Northrop Grumman gaben am 8. März 2010 bekannt, kein Angebot mehr abgeben zu wollen, nachdem die Ausschreibung so verändert worden war, dass die KC-45A die neuen Anforderungen nicht mehr erfüllen konnte. EADS beteiligte sich mit der Abgabe eines Angebots am 9. Juli 2010 dennoch ein weiteres Mal am Wettbewerb für den Großauftrag, verlor jedoch im Februar 2011 den Zuschlag an Boeing.
Anfang Juli 2009 erhielt die Defence-&-Security-Sparte von EADS nach einer Verhandlungszeit von 13 Jahren einen Vertrag über die Lieferung von Systemen zur Sicherung von 9000 Kilometern Grenze von Saudi-Arabien. Dabei handelt es sich um das weltweit größte Projekt dieser Art.

### 2010 – Umbenennung EADS Defence & Security und EADS Astrium
2010 wurden die Division EADS Defence & Security in Cassidian und die Division EADS Astrium in Astrium umbenannt. Die Geschäftseinheit ATR (Filippo Bagnato) unterstand direkt der Verantwortung des EADS-COO.
Der Konzern gliederte sich 2010 in folgende Geschäftsbereiche (Divisionen).
Divisionen (Leitung) / operative Struktur (Leitung)
- Airbus (Thomas Enders CEO, Fabrice Brégier COO)
  - Airbus Military (Domingo Ureña-Raso)
  - Premium Aerotec (Hans Lonsinger)
  - Aerolia (Christian Cornille)
  - EADS Sogerma (Jean-Michel Léonard)
  - Elbe Flugzeugwerke (Andreas Sperl)
- Eurocopter (Lutz Bertling)
- Cassidian (Stefan Zoller)
  - Cassidian Air Systems (Bernhard Gerwert)
  - Cassidian Systems (Hervé Guillou)
  - Cassidian Electronics (Bernd Wenzler)
  - MBDA (Antoine Bouvier)
  - Eurofighter (Enzo Casolini)
- Astrium (François Auque)
  - Astrium Satellites (Evert Dudok)
  - Astrium Space Transportation (Alain Charmeau)

Bis 2010 verwendetes Logo

  - Astrium Services (Eric Béranger)

### 2011 bis 2013
Gescheiterte Fusion mit BAE
Im Juli 2012 berichtete die Financial Times Deutschland über eine mögliche Übernahme von BAE Systems, einem britischen Luft-, Raumfahrt- und Rüstungskonzern. Am 10. Oktober 2012 gaben EADS und BAE in einer gemeinsamen Mitteilung das Scheitern der geplanten Fusion bekannt. Die beteiligten Staaten hätten sich nicht auf ein gemeinsames Vorgehen einigen können, woraufhin beide Unternehmen die Verhandlungen abbrachen. EADS machte die deutsche Bundesregierung für das Scheitern verantwortlich.
Veränderung der Aktionärsstruktur
Im April 2013 trennten sich Lagardère von restlichen EADS-Aktien.

### 2014 – Umbenennung in Airbus Group
Auf der Halbjahrespressekonferenz am 31. Juli 2013 gab EADS bekannt, dass das Unternehmen ab 1. Januar 2014 in Airbus Group umbenannt werde. Außerdem wurde die Zusammenfassung der bisher eigenständigen Sparten Airbus Military, Astrium und Cassidian zur Airbus Defence and Space innerhalb eines Jahres angekündigt. Der Hauptsitz der Airbus Defence and Space ist München.

### 2015 – Änderung der Rechtsform
Die Hauptversammlung der Airbus Group N.V. hat am 27. Mai 2015 die Umwandlung der Airbus Group N.V. in die Rechtsform der Societas Europaea (SE) bekanntgegeben. Demzufolge ändert sich mit Wirkung zum 2. Juni 2015 die Firmierung auf Airbus Group SE. Da sich die Firmenzentrale nicht in Deutschland befindet, unterliegt die Airbus Group nicht der deutschen Mitbestimmung.

### 2017 – Transformationsprogramm
Die Airbus Group SE und die größte Division (Geschäftsbereich) Airbus Commercial Aircraft (Airbus S.A.S.) wurden zu einer neuen Gesellschaft Airbus SE zusammengelegt. Im April 2019 hat Guillaume Faury den Posten des CEO von Tom Enders übernommen.

## Geschäftsbereiche

Logo von Airbus bis 2016

### Airbus Commercial Aircraft
Airbus ist die größte Airbus-Group-Division. Die Typenfamilie der Airbus-Passagierflugzeuge reicht vom kleinsten Airbus A318 bis zum größten Airbus, dem erstmals am 15. Oktober 2007 in Toulouse an Singapore Airlines ausgelieferten Airbus A380, dem größten Passagierflugzeug der Welt. Zum ersten Mal in seiner Geschichte hatte Airbus (bisher immer der größte Gewinnbringer der Airbus Group) im Jahr 2006 durch die A380-Krise einen Verlust erwirtschaftet.

### Airbus Defence and Space

Logo von Airbus Defence and Space bis 2016

Die 2014 neu gegründete Division Airbus Defence and Space mit Sitz in Ottobrunn/Taufkirchen bei München fasst die alten EADS-Divisionen Cassidian, Astrium und Airbus Military zusammen. Zu ihrem Produktportfolio zählen militärische Flugzeuge (z. B. Eurofighter Typhoon, Airbus A400M, Airbus A330 MRTT, Airbus C-295 Persuader), Satelliten und Orbitalsysteme, kommerzielle Trägerraketen (ArianeGroup), Lenkflugkörper (MBDA), Verteidigungssysteme, Sicherheitslösungen und Kommunikationstechnologie.

### Airbus Helicopters

Logo von Airbus Helicopters bis 2016

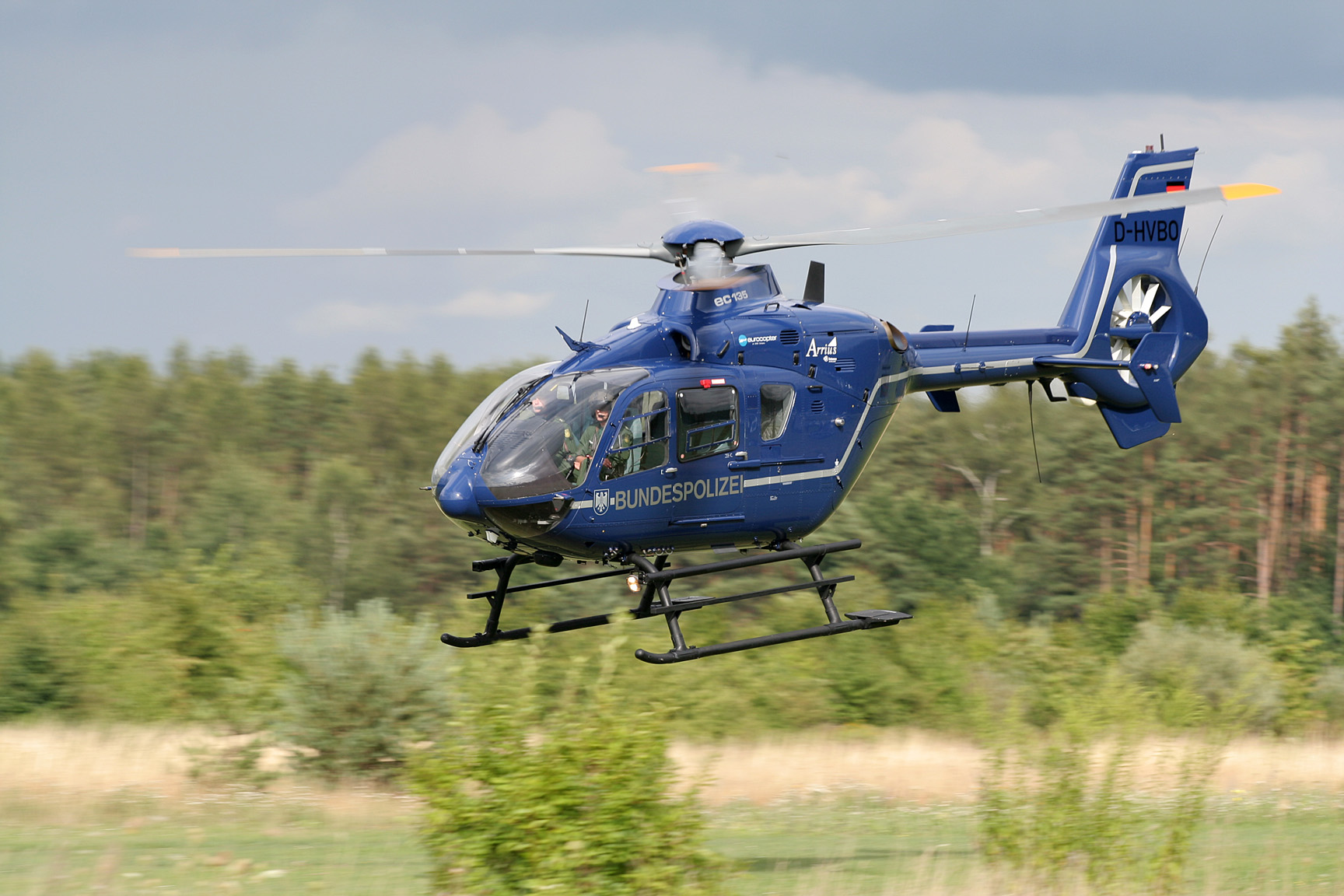
Eurocopter EC 135

Airbus Helicopters, bis zum 1. Januar 2014 Eurocopter, gegründet 1992, ist heute ein deutsch-französisch-spanischer Teilkonzern und ein Geschäftsbereich der Airbus Group. Im Jahr 2009 festigte Airbus Helicopters seine Position als weltweite Nummer 1 am zivilen und halbstaatlichen Hubschraubermarkt mit einem Umsatz von 4,6 Milliarden Euro, Aufträgen über 344 neue Hubschrauber und einem Anteil von 52 Prozent am zivilen und halbstaatlichen Markt. Zusammengerechnet stellen die Produkte der Gruppe einen Anteil von 30 Prozent am gesamten weltweiten Hubschrauberbestand. Ihre starke weltweite Präsenz unterstützen 18 Tochtergesellschaften in fünf Erdteilen sowie ein dichtes Netz von Vertriebspartnern, zugelassenen Vertragshändlern und Wartungszentren. Gegenwärtig sind mehr als 10.500 Airbus-Helicopters-Hubschrauber für über 2800 Kunden in mehr als 140 Ländern in Betrieb. Airbus Helicopters ist der Hersteller mit der weltweit größten Auswahl an Zivil- und Militärhubschraubern. Die Airbus-Helicopters-Gruppe beschäftigt rund 15.600 Mitarbeiter.

### Weitere
Zur zivilen Flugzeugbausparte gehören die Tochterunternehmen Airbus Aerostructures, früher Premium Aerotec, mit der Fertigung von Strukturen und Fertigungssystemen, Airbus Atlantic, früher Stelia Aerospace und davor Aerolia und Sogerma – Luftfahrtzulieferer für Struktur- und Außenhaut-Elemente sowie Innenraumausstattung,
Des Weiteren existieren Airbus Transport International mit fünf Beluga- und sechs Beluga XL-Transportflugzeugen sowie die Elbe Flugzeugwerke in Dresden, die auf den Umbau von Passagier- zu Frachtflugzeugen spezialisiert ist und den Strukturtest der A380 durchführt.
Außerdem werden weitere Produkte und Joint-Ventures zum Konzern gezählt: ATR mit Turboprop-Regionalflugzeugen, SOCATA bis zum Verkauf 2009 (heute: Daher Airplane) mit leichten Sport- und Reiseflugzeugen und Tarmac Aerosave, das größte europäische Unternehmen für Flugzeuglagerung, -wartung und -verschrottung.
Die konzernübergreifende Forschung und Entwicklung firmiert unter Airbus Group Innovation (AGI).
Neben einem Werk des hauseigenen Zulieferers Airbus Atlantic im Norden Portugals betreibt der Konzern in Lissabon die Airbus Global Business Services (Airbus Portugal).

## Unternehmensführung
Die Unternehmensführung besteht aus einem Board of Directors, das höchstens zwölf Mitglieder umfasst. Diese werden durch die Aktionäre auf der Hauptversammlung ernannt oder abberufen. Aus seiner Mitte bestimmt das Board einen Chief Executive Officer, der unterstützt von einem Executive Committee das Tagesgeschäft leitet.
Auf der Hauptversammlung am 10. April 2019 in Amsterdam wurde der Franzose Guillaume Faury in das Leitungsgremium berufen und anschließend zum CEO ernannt. Er folgt damit auf Thomas Enders.

## Entwicklung von Kennzahlen des Konzerns
| in Euro              | 2017    | 2018    | 2019    | 2020    | 2021    | 2022    | 2023    | 2024    |
| -------------------- | ------- | ------- | ------- | ------- | ------- | ------- | ------- | ------- |
| Umsatz Mio.          | 66.767  | 63.707  | 70.478  | 49.912  | 52.149  | 58.763  | 65.446  | 69.230  |
| Ergebnis v. St. Mio. | 4.237   | 3.955   | 765     | −1.169  | 4.987   | 4.941   | 4.502   | 5.075   |
| Bilanzsumme Mio.     | 124.629 | 115.198 | 114.409 | 110.095 | 113.578 | 115.944 | 118.871 | 129.213 |
| Dividende je Aktie   | 1,50    | 1,65    | 0,00    | 0,00    | 1,50    | 1,80    | 1,80    | 2,00    |
| Mitarbeiter          | 129.442 | 133.671 | 134.931 | 131.349 | 126.495 | 134.267 | 147.893 | 156.921 |

## Aktionärsstruktur
Mit ca. 25,9 % haben die Beteiligungsgesellschaften der Regierungen Frankreichs, Spaniens und Deutschlands (inklusive der Länder Bayern, Bremen, Hamburg und Niedersachsen, in denen sich große Standorte der Airbus SE befinden) zusammen eine Sperrminorität.
Die Top 10 Anteilseigner werden in der folgenden Liste aufgeführt.
| Anteilseigner                                  | Land                   | Aktien      | Anteil  |
| ---------------------------------------------- | ---------------------- | ----------- | ------- |
| SOGEPA (Französische Republik)                 | Frankreich             | 85.835.477  | 10,89 % |
| Gesellschaft zur Beteiligungsverwaltung (GZBV) | Deutschland            | 85.709.822  | 10,87 % |
| Capital World Investors                        | Vereinigte Staaten     | 39.528.482  | 05,02 % |
| SEPI (Königreich Spanien)                      | Spanien                | 32.330.381  | 04,10 % |
| TCI Fund Management Ltd.                       | Vereinigtes Konigreich | 23.784.697  | 03,02 % |
| Capital Research Global Investors              | Vereinigte Staaten     | 17.846.536  | 02,26 % |
| PRIMECAP Management Co.                        | Vereinigte Staaten     | 16.513.798  | 02,10 % |
| Amundi Asset Management SA                     | Frankreich             | 15.143.167  | 01,92 % |
| The Vanguard Group, Inc.                       | Vereinigte Staaten     | 14.519.819  | 01,84 % |
| Capital International Ltd.                     | Vereinigtes Konigreich | 11.850.169  | 01,50 % |
| Gesamt                                         |                        | 342.342.348 | 43,52 % |

## Kritik

### Subventionen
Bei den Auseinandersetzungen mit der US-amerikanischen Konkurrenz werfen sich beide Seiten immer wieder wettbewerbsverzerrende industriepolitische Maßnahmen vor. Dazu gehören neben den eigentlichen Aufträgen auch staatliche Darlehen und Schuldenerlasse. Nach Informationen der FAS summieren sich die europäischen Entwicklungshilfen allein für die A380 auf 3,6 Milliarden Euro, und bei der Rückzahlung von Krediten an die DASA habe Deutschland 1998 auf 7 Milliarden DM verzichtet.

### Skandale
Im Frühjahr 2006 geriet das Unternehmen im Zusammenhang mit der Affäre Clearstream II in Frankreich in die Schlagzeilen. Im Mai 2006 gab der EADS-Vizepräsident Jean-Louis Gergorin zu, Autor anonymer Briefe an Untersuchungsrichter zu sein, in denen Nicolas Sarkozy und andere Politiker fälschlich verdächtigt wurden, über Geheimkonten bei Clearstream Schmiergelder kassiert zu haben. Gergorin wurde von seinem Posten bei EADS suspendiert. Zuvor waren im April 2006 die Büros von Gergorin und anderen EADS-Managern von der französischen Justiz durchsucht worden.
Im Sommer geriet der Co-Chef von EADS, Noël Forgeard, in die Schlagzeilen, als bekannt wurde, dass er Optionen im Wert von 2,5 Millionen Euro etwa zwei Wochen vor dem Bekanntwerden der Verschiebung des geplanten Auslieferungstermins des neuen Modells A380 verkauft hatte, was allgemein als Anzeichen für ein Insidergeschäft gewertet wird. Forgeard stritt dies ab und gab seinem deutschen Kollegen die Schuld für die Verzögerungen. Am 2. Juli 2006 gab er seinen Rücktritt bekannt.
Im Mai 2011 berichtete der MDR, es lägen neue Belege dafür vor, dass Bundespolizisten im Auftrag der EADS in Saudi-Arabien arbeiteten. Dabei handele es sich um interne Projektpapiere, Verträge und Bilder. Wie das ARD-Magazin FAKT in einem Bericht zeigt, geht daraus hervor, dass die deutschen Beamten saudische Grenzpolizisten nicht nur im Umgang mit den modernen EADS-Geräten schulen, sondern auch für Demonstrationen und Unruhen. Auf einem Videofilm, der FAKT exklusiv vorliege, zeigten die Bundespolizisten, wie man Häuser besetze und durchsuche. Mit dem Wissen der deutschen Beamten könnten die saudischen Sicherheitskräfte noch effizienter gegen die eigene Opposition vorgehen. Seit Monaten würden Demonstrationen in Saudi-Arabien gewaltsam unterbunden. Hintergrund sei ein Auftrag für EADS aus dem Jahr 2009, die 9000 km lange Landesgrenze Saudi-Arabiens mit einer Hightech-Grenzanlage mit Überwachungstechnik, Radaranlagen, Sonaren und Kameras zu sichern. Das Milliardengeschäft für EADS, nach Angaben des Konzerns das weltweit größte Projekt, das jemals als Gesamtlösung vergeben wurde, kam zu Stande, weil die Bundespolizei zeitgleich die Ausbildung der saudischen Sicherheitskräfte übernahm, wie Recherchen des MDR Anfang April ergeben hatten. Der Rüstungskonzern EADS zahle Trainerhonorare an die eingesetzten Bundespolizisten, die ihre Grundgehälter aber weiter vom Bundesinnenministerium und somit vom deutschen Steuerzahler erhalten würden.

### Korruption
Im Jahr 2001 wurden Korruptionsvorwürfe im Zusammenhang mit einem Rüstungsgroßauftrag in der Republik Südafrika von 1999 erhoben. Ein führender Politiker des Verteidigungskomitees im Parlament wurde in der Folge wegen nicht angezeigter Geschenkannahme für schuldig befunden. EADS gestand offiziell ein, dass der Konzern in 30 Fällen führenden Politikern beim Erhalt von Luxusfahrzeugen „Unterstützung zukommen“ ließ. Das in Südafrika gegen den zuständigen EADS-Manager Michael Wörfel eingeleitete Verfahren wegen Bestechung wurde im Jahr 2003 von dem Regional Court Northern Transvaal eingestellt, ebenso das parallele Verfahren der Staatsanwaltschaft München im Jahr 2004 (Az. 572 Js 39830/01). Wörfel wurde später Leiter der EADS-Außenstelle in der Türkei.
2005 berichteten die Medien über Ermittlungen der rumänischen Staatsanwaltschaft gegen EADS wegen Korruptionsverdachts im Zusammenhang mit einem ohne öffentliche Ausschreibung vergebenen 650-Millionen-Vertrag zur Grenzsicherung in Rumänien. EADS stand unter dem Verdacht, Rumänien überteuerte Dienstleistungen zu offerieren und Leistungen einzubeziehen, für die bereits PHARE-Gelder bereitgestellt worden waren.
In einem Prozess wegen Bestechlichkeit im geschäftlichen Verkehr und Untreue zum Schaden von EADS sind 2006/2007 zwei frühere EADS-Manager vom Münchner Landgericht zu Freiheitsstrafen von über zwei Jahren ohne Bewährung verurteilt worden. Gegen einen Subunternehmer wurde in dieser Sache eine Freiheitsstrafe von zwei Jahren und elf Monaten verhängt; zwei weitere Subunternehmer wurden wegen Bestechung im geschäftlichen Verkehr verurteilt. Die Unternehmer hatten sich durch Vorteilsgewährungen an die Manager Aufträge für die Digitalisierung technischer Handbücher für das Kampfflugzeug Tornado gesichert. Im November 2007 wurde dann der 51-jährige Angeklagte wegen der Bestechung von EADS-Mitarbeitern zu zwei Jahren Haft auf Bewährung verurteilt. Der frühere Airbus-Mitarbeiter erhielt eine einjährige Bewährungsstrafe.
Am 10. April 2007 wurde der Kommandant der österreichischen Luftstreitkräfte (Airchief), Generalmajor Erich Wolf, der an der Beschaffungsentscheidung für 18 österreichische Eurofighter maßgeblich beteiligt war, wegen des Verdachts der falschen Zeugenaussage vor einem Untersuchungsausschuss sowie verbotener Geschenkannahme von einem EADS-Lobbyisten von seinem Amt suspendiert (Eurofighter-Affäre).
Die indische Regierung erhob Korruptionsvorwürfe und stornierte am 7. Dezember 2007 einen Großauftrag für 197 Helikopter im Umfang von 600 Mio. US-Dollar. Die Regierung in Neu-Delhi warf dem Konzern „Unregelmäßigkeiten im Bieterverfahren“ vor. Laut Angaben des indischen Verteidigungsministeriums habe die EADS-Hubschraubersparte Eurocopter zudem die Ausschreibung ursprünglich im Februar 2007 nur „durch die verbotene Nutzung von Mittelsmännern“ für sich entschieden.
Am 6. November 2012 durchsuchte die Münchner Staatsanwaltschaft die Konzernzentrale von EADS Deutschland. Es geht unter anderem um den Verdacht der Bestechung im Zusammenhang mit dem Verkauf von 15 Eurofighter-Kampfflugzeugen an das österreichische Heer.
Im Jahr 2015 veröffentlichte Transparency International UK einen Bericht, in dem von Schmiergeldzahlungen bei Geschäften mit Österreich, Rumänien und Saudi-Arabien die Rede ist.

## Standorte
Die Airbus Group verfügt weltweit über mehr als 180 Standorte. Wesentliche Standorte befinden sich in Frankreich, Deutschland, Spanien, dem Vereinigten Königreich, den Vereinigten Staaten und weiteren Staaten, z. B. China, Indien und Polen.
Airbus beschäftigt rund 150.000 Personen weltweit, die meisten davon in Frankreich (ca. 52.600 Mitarbeiter an 23 Standorten), Deutschland (mehr als 50.000 an 27 Standorten), Spanien (über 14.000 an acht Standorten) und im Vereinigten Königreich (mehr als 10.000).
Darüber hinaus bestehen europäische Standorte in Portugal (1400 Mitarbeiter), Polen (600 an den Standorten Warschau, Danzig und Łódź), Finnland (370), Italien (160) und Rumänien.
Außerhalb Europas beschäftigt Airbus beispielsweise in den Vereinigten Staaten mehr als 5.000 Mitarbeiter, in Indien über 3.500 Mitarbeiter und in China ca. 2.000 Mitarbeiter hauptsächlich in einem Werk in Tianjin.
Eine Auswahl der Standorte in Europa:

### Deutschland
Division Commercial Aircraft
- Hamburg – Hauptstandort von Airbus in Deutschland
- Bremen – im Bremer Airbus-Standort werden Flugzeugtragflächen ausgerüstet sowie Landeklappen gefertigt.
- Stade – stellt Seitenleitwerke für alle Airbus-Flugzeuge aus Faserverbundwerkstoffen und sonstige Bauteile aus kohlenstofffaserverstärktem Kunststoff her.
- Buxtehude – stellt Kabinenkommunikationseinrichtungen und Passagiersysteme her.

Division Defence and Space
- Ottobrunn – Forschungs- und Entwicklungszentrum, Sitz der Unternehmenszentrale und der Fertigung von Raumfahrtantrieben sowie Satellitensubsystemen für Telekommunikation, Navigation und Erdbeobachtung
- Manching – Dornier Flugzeugwerft GmbH (DFW) – das Werk ist verantwortlich für Instandhaltung, Depotinspektionen und Kampfwertsteigerung der militärischen Flugzeuge der deutschen Luftwaffe sowie von NATO-Streitkräften. Außerdem führen sie die Eurofighter Rumpf-Mittelteil-Fertigung aus. Auch ein Teil der Eurofighter-Endmontage findet hier statt.
- Bremen – Zentrale für alle Bereiche der bemannten Raumfahrt. Entwicklung und Fertigung des Wissenschaftslabors Columbus. Darüber hinaus Entwicklung und Fertigung der Oberstufe der Ariane 5. Weitere Kernkompetenzen sind die Entwicklung von Wiedereintrittstechnologien und wiederverwendbaren Transportsystemen wie zum Beispiel das ehemalige Automated Transfer Vehicle (ATV) der ISS
- Friedrichshafen/Immenstaad am Bodensee – Systemführung von Navigations-, Erdbeobachtungs- und Wissenschaftssatelliten, Aufklärungs- und Überwachungssysteme, Zieldarstellungsdrohnen
- Lampoldshausen – entwickelt und fertigt Triebwerke für den Einsatz von Satelliten, Sonden und Forschungsplattformen in orbitalen Erdumlaufbahnen
- Trauen – Schwerelosigkeitsexperimente, Rettungssysteme für Unterseeboote, Hydrazin-Produktionsstätten, Umweltschutzberatung
- Ulm – früher vorwiegend Verteidigungselektronik und Radare, diese Segmente wurden jedoch unter dem Namen Hensoldt ausgelagert, heute noch beispielsweise C4ISR-Systementwicklung

Division Helicopters
- Donauwörth – Produktionsstandort mit etwa 7000 Mitarbeitern von Airbus Helicopters
- Kassel – Kundendienst, Wartungs- und Instandsetzungsaufgaben

Standorte von Tochterfirmen
- Premium Aerotec – Tochterfirma, in die folgende ausgegliedert Werke zusammengefasst wurden:
  - Augsburg – Fertigung und Funktionsprüfung von Flugzeugkomponenten, Montage und Ausrüstung von Strukturen, Konstruktion und Bau von Fertigungsanlagen, Division: Defence & Security
  - Bremen – Blech- und Thermoplastteilefertigung
  - Nordenham – Großblechfertigung und Schalenbau
  - Varel – spanabhebende Bearbeitung von Flugzeugteilen sowie Entwicklung und Konstruktion von Fertigungsmitteln
  - Hamburg – kleiner Standort mit 150 Mitarbeitern
- MBDA Deutschland
  - Schrobenhausen – Hauptsitz der MBDA Deutschland, Entwicklung, Produktion und Wartung von Lenkflugkörpersystemen
  - Aschau am Inn – Standort der Bayern-Chemie Protac, Produktion von Antriebssystemen für Lenkflugkörper
- TESAT-Spacecom
  - Backnang – Systeme und Geräte für die Telekommunikation via Satellit

Sonstige Standorte
- Berlin
  - Secure Land Communications
  - Dornier Consulting International GmbH
  - Professional Mobile Radio
- Bonn – vier Standorte, darunter Verteidigungselektronik und Sicherheitstechnik
  - Airbus Buxtehude entwickelt und produziert den elektrischen Teil von Kabinenmanagement-Systemen (siehe auch Goodrich Corporation & C&D Zodiac Inc.).
  - Airbus KID-Systeme GmbH ist zuständig für Skypower (Laptop-Steckdose), ALPPS (First-Class-Sitz-Elektronik) und GSM on Board (siehe auch OnAir).
- Dresden – die Elbe Flugzeugwerke bauen Passagier- in Transportflugzeuge um und beliefern Airbus mit Leichtbauelementen der Inneneinrichtung
- Jena – Standort von Jena-Optronik
- Kiel – Kundenunterstützung für die Marine
- Koblenz – Political Affairs
- Oberkochen – Cassidian Optronics seit dem 1. Oktober 2012: Entwicklung und Fertigung von optronischen, optischen und feinmechanischen Präzisionsprodukten für militärische und zivile Anwendungen. Schwerpunkte sind etwa Systeme für die Grenzraumüberwachung, optische und optoelektronische Geräte und Komponenten für Fahrzeuge sowie U-Boot-Periskope
- Sulzbach (Taunus) – Trainingszentrum Frankfurt: Ausbildung und Weiterbildung im Bereich Funktechnik (TETRA)
- Wilhelmshaven – Kundenbetreuung der Deutschen Marine, Softwareentwicklung für die Sachsen- und Braunschweig-Klasse

Ehemalige Standorte
- Laupheim – Passagierkabinen (Oktober 2008 verkauft an Diehl Aerospace als Diehl Aircabin)
- Rostock – ehemals Airbus RST GmbH und andere Zulieferbetriebe, verkauft an Ferchau Engineering (siehe auch)

### Frankreich
- Arcueil – Kartografie und Bilddatenerzeugung, Internet-Technologie
- Blagnac bei Toulouse – Airbus Headquarters, zentrale Funktionen, Kundensupport und Dienstleistungen, Marketing/Vertrieb, Konstruktionsbüro, Airbus-Transport, Triebwerkspylons, elektrische Kabelbäume, Cockpitausstattung, Einbau Kabineninnenausstattung A330, Endmontage A320/A330/A350/A380
- Boulogne-Billancourt
- Bourges – Fertigung der MBDA von Lenkflugkörpern und Lenkflugkörpersystemen
- Caudebec-en-Caux – Materialerhaltung, Instandsetzung und Modernisierung von Maschinen, Triebwerken und Strahltriebwerken, Hilfsaggregaten (APU), Metallkonstruktionen für Luftfahrtanwendungen (Behälterbau)
- Militärflugplatz Cazaux – Tests
- Châtillon – Lenkflugkörper und Lenkflugkörpersysteme, Forschung und Entwicklung
- Colomiers – Light Maintenance, Auf- und Umrüstungen sämtlicher Flugzeugtypen
- Compiègne
- Douarnenez
- Fontenay-aux-Roses – Vertriebsgesellschaft für Lenkflugkörpersysteme
- Guyancourt
- La Courneuve – Standort von Eurocopter, Marketing, Vertriebszentrum, Fertigungs-, Test- und Kundendienstzentrum Rotorblätter
- La Ferté-Saint-Aubin
- Le Bourget – Heavy Maintenance von Zivil- und Militärflugzeugen mittlerer Größe, zugelassener Vertreiber und Zentrum für Überholung von Turboprops und Strahltriebwerken für Pratt & Whitney, Garrett, General Electric, Allison etc. Instandsetzungen und Strukturänderungen für Flugzeuge und Hubschrauber, Fertigung von Hydraulikdichtungen für Luftfahrt-, Marine- und nukleare Anwendungen
- Le Plessis-Robinson – Standort der MBDA und von Roxel (Hersteller von Raketenantrieben für taktische Waffensysteme und Marschflugkörper)
- Les Mureaux – Airbus Defence and Space, Zentrale Dienstleistungen, Management bedeutender Raumfahrtprogramme und strategischer Raketenprogramme, Integration von Flüssigantriebsstufen der Trägerrakete Ariane, leichte Strukturelemente aus Verbundwerkstoff, Datenverarbeitungs-, Simulations-, Test- und Prüfeinrichtungen
- Le Subdray – Standort der MBDA und von Roxel
- Les Ulis – Feuerleitung, stabilisierte Plattformen, Täuschkörperwerfer; nukleare Verteidigungstechnologie
- Limeil-Brévannes – Abtastsensoren und statische Sensoren zur Satelliten-Lagebestimmung, Star Tracker für Instrumenten-Richtsysteme, Satelliten-Lageregelung oder Kalibrierung im Flug, Erdbeobachtungskameras für den sichtbaren und IR-Bereich, wissenschaftliche Experimente, Neutronengeneratoren, Neutronenanalyse von losem Material (Zement, Kohle, Nickel), Neutronensensoren zum Aufspüren von Drogen, versteckten Explosivstoffen, IR- und UV-Linsen, Linsen und Optiksysteme für industrielle Anwendungen, IR-Projektionssysteme für IR-Suchkopftests
- Marignane – Eurocopter-Zentrale, Konstruktionsbüro, Flugversuche, Prototypen- und Serienfertigung, Montagelinien, Auslieferung, Kundendienst, Ausbildungszentrum, Industrial Centre für Verbundwerkstoffe und Mechanik
- Méaulte – Standort von Airbus, Sektionsbaugruppen, Bearbeitung kleiner Leichtmetallteile
- Mérignac
- Montigny-le-Bretonneux
- Nantes – Standort von Airbus, Sektionsmontage: mechanische Bauteile aus Verbundwerkstoffen, spanende Bearbeitung großer Leichtmetall-Strukturbauteile, Strukturbauteile aus Verbundwerkstoff, chemisches Fräsen
- Orléans – Lasertechnik und hochpräzise Optiksysteme für zivile und militärische Anwendungen, Fertigungsabteilung in Orléans
- Paris – Hauptsitz von Airbus Defence and Space Frankreich,
- Rochefort
- Saint-Aubin-de-Médoc
- Saint-Médard-en-Jalles – Feststoffbooster-Integration (zum Beispiel für ballistische Raketen), Wiedereintrittsfahrzeuge, Konstruktion und Fertigung von Hitzeschutzsystemen, thermostrukturelle Werkstoffe, komplexe Testprogramme, Entwicklung von Bodenanlagen
- Saint-Nazaire – Standort von Airbus, Montage Cockpit und vordere Rumpfsektion, Rumpfschalen, Blechteile, Rohrleitungssysteme
- Salaunes – Airbus Defence and Space Composite Aquitaine konstruiert, entwickelt und implementiert hochkomplexe Verbundwerkstoffe für Luft- und Raumfahrt-Anwendungen sowie für die Auto- und Schienenindustrie
- Selles-Saint-Denis
- Sèvres – Standort der MBDA, Flugabwehr-, Panzerabwehr- und Seezielflugkörper
- Sophia Antipolis
- Suresnes – Entwicklung, Fertigung und Serviceleistungen für Trainingssimulatoren, Prüfsysteme für projektbezogene Risiken, Funktionssicherheit, industrielle Sicherheit, Softwarequalität, Datenverarbeitungs- und Forschungszentrum
- Toulouse – Endmontage
- Val-de-Reuil – Avionik, Missionsplanung
- Valenton – Bombenschlösser, Waffenpylone, Multifunktionsbehälter, Flugkörper-Abwurfsysteme, -Ejektorsysteme, passive Gegenmaßnahmen, Chaff/Flare-Dispenser und Computer mit Schnittstellenfunktion für sämtliche Flugzeug- und Hubschrauber-Typen
- Vélizy-Villacoublay – Airbus Defence and Space